# Manaíra Shopping
O Manaira Shopping é o maior centro comercial do estado brasileiro da Paraíba e um dos maiores shoppings do Brasil. Inaugurado em 1989, localiza-se na divisa entre os municípios de João Pessoa e Cabedelo, nos bairros de Manaíra e Parque Verde, respectivamente.
No ano de 2008 foi considerado o 2° maior shopping do Nordeste.

## História
Em Fevereiro de 1988 as obras do Manaira Shopping são iniciadas. Em 29 de Novembro de 1989 o Manaira Shopping foi inaugurado com 94 lojas em 6.000 m² de ABL e 12.000 m² de área construída. Com projeto arquitetônico de Carmen Raquel e Maria Raquel, a primeira ampliação aconteceu em Novembro de 1993. Em Novembro de 1997 aconteceu a segunda ampliação quando foram inauguradas as âncoras Riachuelo e Lojas Maia. Em Dezembro de 2002 teve a terceira ampliação quando foram inauguradas as novas âncoras Lojas Americanas, a C&A, a Ri Happy e o Box Cinemas. Em 2003 foi inaugurado o Edifício Garagem com 04 pavimentos iniciais aos quais posteriormente vieram se somar mais 02 totalizando 06 pavimentos. Em Dezembro de 2007 chegou a quarta ampliação quando passou a contar com uma área construída de 105.000m², 63.000 m² de ABL com cerca de 260 lojas e inauguração de mais três âncoras: a Jurandir Pires, a Centauro e a Renner. Em Novembro de 2008 foi inaugurada a restauração e a ampliação da Praça de Alimentação. Em Novembro de 2009 foi inaugurada a Casa de Shows e Eventos Domus Hall. Em 2012 mais novidades para os clientes com a ampliação da Praça de Alimentação. Em setembro de 2014, foi inaugurado o Espaço Gourmet do Shopping, com a abertura do Capital SteakHouse e em 2015, com a inauguração do Waynes. Referência nacional no quesito móveis e decoração, a Tok&Stok aportou em 2015, no Manaira Shopping. Trazendo produtos assinados por designers nacionais e internacionais, com itens que primam pelo design arrojado, exclusividade, preços acessíveis e funcionalidade. Em Dezembro de 2016 chegou à quinta ampliação, abrindo um espaço de arquitetura diferenciada, corredores amplos e grandes marcas nacionais, quando passou a contar com 84.000 m² de ABL.

## Estrutura
O Shopping conta com uma ampla praça de alimentação, uma área de lazer com mais de 10.000 m², 8 salas do complexo de cinemas Cinépolis, (2 salas com tecnologia 3D Activo), GameStation, Boliche Gold Strike e Strike Bar, parque e buffet infantil Pirlimpimpim, academia de ginástica, serviços bancários e uma faculdade, a Faculdade de Ensino Superior da Paraíba (FESP).

### Domus Hall
A Domus Hall é uma casa de shows climatizada localizada na cobertura do Manaíra Shopping. Foi inaugurada no dia 7 de novembro de 2009 e tem uma capacidade 8 mil pessoas. Além dos shows, a Domus Hall é palco também para feiras, exposições de arte, apresentações teatrais, recepções e eventos em geral. A casa possui dois pavimentos: mezanino e térreo; o mezanino possui camarotes, lounge music e banheiros, além de bares. 